# Жуткий (фильм)
«Жуткий» (яп. クリーピー 偽りの隣人 Kurīpī: Itsuwari no Rinjin) — художественный фильм режиссёра Киёси Куросавы.

## Сюжет
Уволившись из полиции из-за травмы, полученной при попытке задержать бежавшего из камеры маньяка, бывший детектив Коити Такакура и его жена Ясуко переезжают в новый дом, ближе к его новой работе, в качестве преподавателя криминальной психологии в университете. По просьбе бывшего коллеги он берётся за нераскрытое дело шестилетней давности об исчезновении семьи. Постепенно подозрения приводят его к дому загадочного соседа.

## В ролях
- Хидэтоси Нисидзима — Коити Такакура
- Юко Такэути — Ясуко Такакура
- Тэруюки Кагава — Нисино
- Харуна Кавагути — Саки Хонда
- Масахиро Хигасидэ — Ногами
- Рёко Фудзино — Мио
- Такаси Сасано — Танимото

## Производство
Съёмочный период длился с 1 августа по 4 сентября 2015 года.

## Релиз
Мировая премьера фильма состоялась 13 февраля 2016 года на 66-м Берлинском международном кинофестивале.

## Приём критиков
На сайте Rotten Tomatoes фильм имеет рейтинг 91 %, основанный на 47 рецензиях, и средний рейтинг 7,16 / 10. На Metacritic фильм получил средневзвешенную оценку 76 баллов из 100, на основании 13 обзоров, что указывает на «в целом положительные отзывы».
Дебора Янг из The Hollywood Reporter пишет, что в своём новом фильме «Киёси Куросава возвращается от художественной работы к классическому фильму ужасов, сделавшем его культовой фигурой».